# Namibian Cycle Classic
Die Namibian Cycle Classic ist das wichtigste und größte Straßenradrennen in Namibia. Es wird von Windhoek Pedal Power unter Aufsicht des namibischen Radsportverbandes organisiert. Hauptsponsor war jahrelang Pick n Pay (seit 2022 Paratus) mit Unterstützung der namibischen Tageszeitung The Namibian. Es nehmen jährlich bis zu 1500 Teilnehmer am 1999 eingeführten Radrennen teil. Die Einnahmen kommen dem Rotary Club zugute.
Das Rennen wird jährlich im Oktober über Distanzen von 35 Kilometern, 60 Kilometern und 100 Kilometern, in einigen Jahren auch über 200 Kilometer ausgetragen. Zudem fand in einigen Jahren ein Mountainbike-Rennen statt.

## Sieger Hauptrennen (100 Kilometer)

### Seit 2006
| Jahr | Sieger                                | 2. Platz                       | 3. Platz                             |
| ---- | ------------------------------------- | ------------------------------ | ------------------------------------ |
| 2006 | Jacques Celliers                      | Jean Hendrik Verdoes           | Tjipee Murangi                       |
| 2007 | Dan Craven                            | Jacques Celliers               | Stefan Marggraff                     |
| 2008 | Ananias Ananias                       | Heiko Redecker                 | Stefan Marggraff                     |
| 2009 | Erik Hoffmann                         | Mannie Heymans                 | Tjipee Murangi                       |
| 2010 | Ingram Cuff                           | Jacques Celliers               | Till Drobisch                        |
| 2011 | Till Drobisch                         | Matthias Kreft                 | Heinrich Köhne                       |
| 2012 | Till Drobisch                         | Costa Seibeb                   | Michael Pretorius                    |
| 2013 | Costa Seibeb                          | Gerhard Mans                   | Lotto Petrus                         |
| 2014 | Pascal Marggraf                       | Lotto Petrus                   | Till Drobisch                        |
| 2015 | Costa Seibeb Michelle Vorster         | Michael Pretorius              | Tristan de Lange                     |
| 2016 | Nolan Hoffman Michelle Vorster        | Costa Seibeb Michelle Dormain  | Johannes Hamunyela Annakie Steenkamp |
| 2017 | Lotto Petrus Michelle Vorster         | Gerhard Mans Michelle Dormain  | Jacques Celliers                     |
| 2018 | Mark Oliver Pritzen                   |                                |                                      |
| 2019 | Drikus Coetzee Michelle Vorster       | Alex Miller Risa Dreyer        | Xavier Papo Melissa Hinz             |
| 2022 | Ingram Cuff Melissa Hinz              | Alex Miller Michelle Doman     | Drikus Coetzee Courtney Liebenberg   |
| 2023 | Alex Miller Melissa Hinz              | Drikus Coetzee Genevieve Weber | Brandon Platjies Risa Dreyer         |
| 2024 | Theuns van der Westhuizen Anri Krugel | Martin Freyer Lelani Swart     | Jaques Hanekom Benita Kasch          |

## Sieger Mountainbike

### Seit 2012
| Jahr | Sieger                       | 2. Platz                            | 3. Platz                                  |
| ---- | ---------------------------- | ----------------------------------- | ----------------------------------------- |
| 2012 | Tristan de Lange             | Heinrich Köhne                      | Mannie Heymans                            |
| 2013 | Tristan de Lange             | Costa Seibeb                        | Heinrich Köhne                            |
| 2014 |                              |                                     |                                           |
| 2015 |                              |                                     |                                           |
| 2016 | Xavier Papo Michelle Vorster |                                     |                                           |
| 2018 |                              |                                     |                                           |
| 2019 | Alex Miller Michelle Vorster | Gerhard Mans Michelle Doman         | Christo Swartz Courtney Liebenberg        |
| 2020 |                              |                                     |                                           |
| 2021 |                              |                                     |                                           |
| 2022 |                              |                                     |                                           |
| 2023 |                              |                                     |                                           |
| 2024 | Martin Freyer Anri Krugel    | Roger Surén Delsia Janse van Vuuren | Theuns van der Westhuizen Rosemarie Thiel |